# Santeri Paloniemi
Santeri Paloniemi (* 8. November 1993 in Kuusamo) ist ein ehemaliger finnischer Skirennläufer. Er war auf die Disziplinen Slalom und Riesenslalom spezialisiert.

## Biografie
Paloniemi war in seiner Jugend ein talentierter Eishockeyspieler, entschied sich aber mit 14 Jahren endgültig für seine zweite Leidenschaft, das Skifahren. Die ersten FIS-Rennen bestritt er im November 2008 als 15-Jähriger. Im Februar 2009 nahm er am European Youth Olympic Festival in Szczyrk teil. Der erste Sieg in einem FIS-Rennen gelang ihm im Januar 2010 in Rovaniemi. Am 14. November 2010 kam er in Levi erstmals in einem Weltcuprennen zum Einsatz und erzielte dabei den 44. Platz. Sein Debüt im Europacup hatte er drei Wochen später in Åre.
Bei den Juniorenweltmeisterschaften 2011 in Crans-Montana fuhr Paloniemi im Slalom auf den fünften Platz. Kurz darauf folgte die Teilnahme an den Weltmeisterschaften 2011 in Garmisch-Partenkirchen, wo er im ersten Lauf des Slaloms ausschied. Nach dem ersten Podestplatz in einem Europacuprennen gewann er bei den Juniorenweltmeisterschaften 2012 in Roccaraso die Goldmedaille im Slalom. Damit war Paloniemi beim Weltcupfinale in Schladming startberechtigt, wo er im Slalom auf Platz 17 fuhr. Beim Weltcupfinale gibt es jedoch nur für die besten 15 Weltcuppunkte, weshalb er leer ausging. Zum Abschluss der Saison gewann er seinen ersten finnischen Slalom-Meistertitel.
Die ersten Weltcuppunkte gewann Paloniemi am 11. November 2012 mit Platz 24 beim Slalom von Levi. Bei den Juniorenweltmeisterschaften 2013 erhielt er die Bronzemedaille im Slalom. Sein bestes Weltcupergebnis war der 21. Platz im Slalom von Kranjska Gora am 10. März 2013. Nach 21 Weltcupstarts und zahlreichen Verletzungen beendete Paloniemi im April 2016 seine Karriere.

## Erfolge

### Weltmeisterschaften
- Schladming 2013: 16. Slalom

### Weltcup
- 6 Platzierungen unter den besten 30

### Weltcupwertungen
| Saison  | Gesamt | Gesamt | Slalom | Slalom |
| Saison  | Platz  | Punkte | Platz  | Punkte |
| ------- | ------ | ------ | ------ | ------ |
| 2012/13 | 98.    | 30     | 39.    | 30     |
| 2013/14 | 137.   | 7      | 47.    | 7      |

### Europacup
- 2 Podestplätze

### Juniorenweltmeisterschaften
- Mont-Blanc 2010: 9. Slalom, 43. Riesenslalom
- Crans-Montana 2011: 5. Slalom
- Roccaraso 2012: 1. Slalom
- Québec 2013: 3. Slalom

### Weitere Erfolge
- 1 finnischer Meistertitel (Slalom 2012)
- 5 Siege in FIS-Rennen